# Oras Sultan Naji
Oras Sultan Naji, född 1962, död 2015, var en jemenitisk politiker.
Hon var 1997-2015 sitt lands första kvinnliga parlamentsledamot, och en av endast två kvinnor på den posten under sin ämbetstid.